# Гулиев, Закир Муслим оглы
Закир Муслим оглы Гулиев (азерб. Quliyev Zakir Müslüm oğlu; род. 1964) — судья Верховного суда Азербайджана.

## Биография
Родился в 1964 году. В 1994 году окончил нефтехимический университет. Окончил юридический факультет Бакинского государственного университета.
С 1986 по 1990 год являлся инженером-метрологом, инженером по качеству завода «Mədəniməişətmetal» г. Баку.
С 1990 по 1991 год работал в Министерстве внутренних дел Азербайджана.
С 1992 по 1992 год являлся ведущим юристом Главной государственной налоговой инспекции Азербайджана.
с 1992 по 1997 год являлся начальником организационно-юридического управления Министерства по внешнеэкономическим связям Азербайджана.
С 1997 по 1999 год являлся советником по юридическим вопросам консалтинговой компании.
С 1999 по 2000 год являлся начальником отдела экономического и юридического обеспечения, заместителем начальника департамента внешних связей и инвестиционных программ Исполнительной власти г. Баку.
С 2000 по 2006 год являлся судьёй местного экономического суда № 1.
Судья коллегии по административным делам Верховного суда Азербайджана (с 2006).

## Награды
- Медаль «Прогресс» (11 февраля 2023)[1]